# Free (hudební skupina)
Free byla britská rocková skupina, kterou v Londýně v roce 1968 založil Paul Rodgers (zpěv), Paul Kossoff (kytara), Andy Fraser (baskytara, klavír) a Simon Kirke (bicí, perkuse). Jsou nejvíce známí svými hity „All Right Now“ a „Wishing Well“. Ačkoliv byli proslulí svými živými vystoupeními a nepřetržitým koncertováním, jejich první studiová alba se neprodávala moc dobře, až do vydání Fire and Water, které uvádělo obrovský hit "All Right Now. Tato píseň jim pomohla zajistit vystoupení na festivalu Isle of Wight v roce 1970, kde hráli pro publikum čítající 600 000 lidí. Na počátku 70. let se stali jednou z nejprodávanějších britských blues rockových skupin. Do doby, kdy se rozpadli, prodali více než 20 milionů desek po celém světě a odehráli přes 700 koncertů v arénách a na festivalech. „All Right Now“ zůstává stálicí R&B a rocku a vstoupila do klubu „One Million“ airplay singlů společnosti ASCAP.
Fraser kapelu opustil v roce 1972 a založil skupinu Sharks. Free nahráli ještě jedno album, Heartbreaker, než se v roce 1973 rozpadli; Rodgers a Kirke následně spoluzaložili úspěšnější rockovou superkapelu Bad Company. Kossoff založil v roce 1973 skupinu Back Street Crawler, ale zemřel na plicní embolii ve věku 25 let v roce 1976. Fraser zemřel v roce 2015 ve věku 62 let.
Časopis Rolling Stone označil skupinu za „průkopníky britského hard rocku“. Časopis zařadil Rodgerse na 55. místo svého žebříčku „100 největších zpěváků všech dob“ a Kossoffa na 51. místo žebříčku „100 největších kytaristů všech dob“. Free byli podepsáni u Island Records ve Spojeném království a u A&M Records v Severní Americe.

## Sestava
- Paul Rodgers – sólový zpěv, piano (1968-1971, 1972-1973)
- Paul Kossoff – kytara (1968-1971, 1972-1973)
- Andy Fraser – baskytara, piano (1968-1971, 1972)
- Simon Kirke – bicí (1968-1971, 1972-1973)
- John "Rabbit" Bundrick – klávesy (1972-1973)
- Tetsu Yamauchi – baskytara (1972-1973)
- Wendell Richardson – kytara (1973)

## Diskografie
- Tons of Sobs (1969)
- Free (1969)
- Fire and Water (1970)
- Highway (1970)
- Free at Last (1972)
- Heartbreaker (1973)